# Hof Kropp

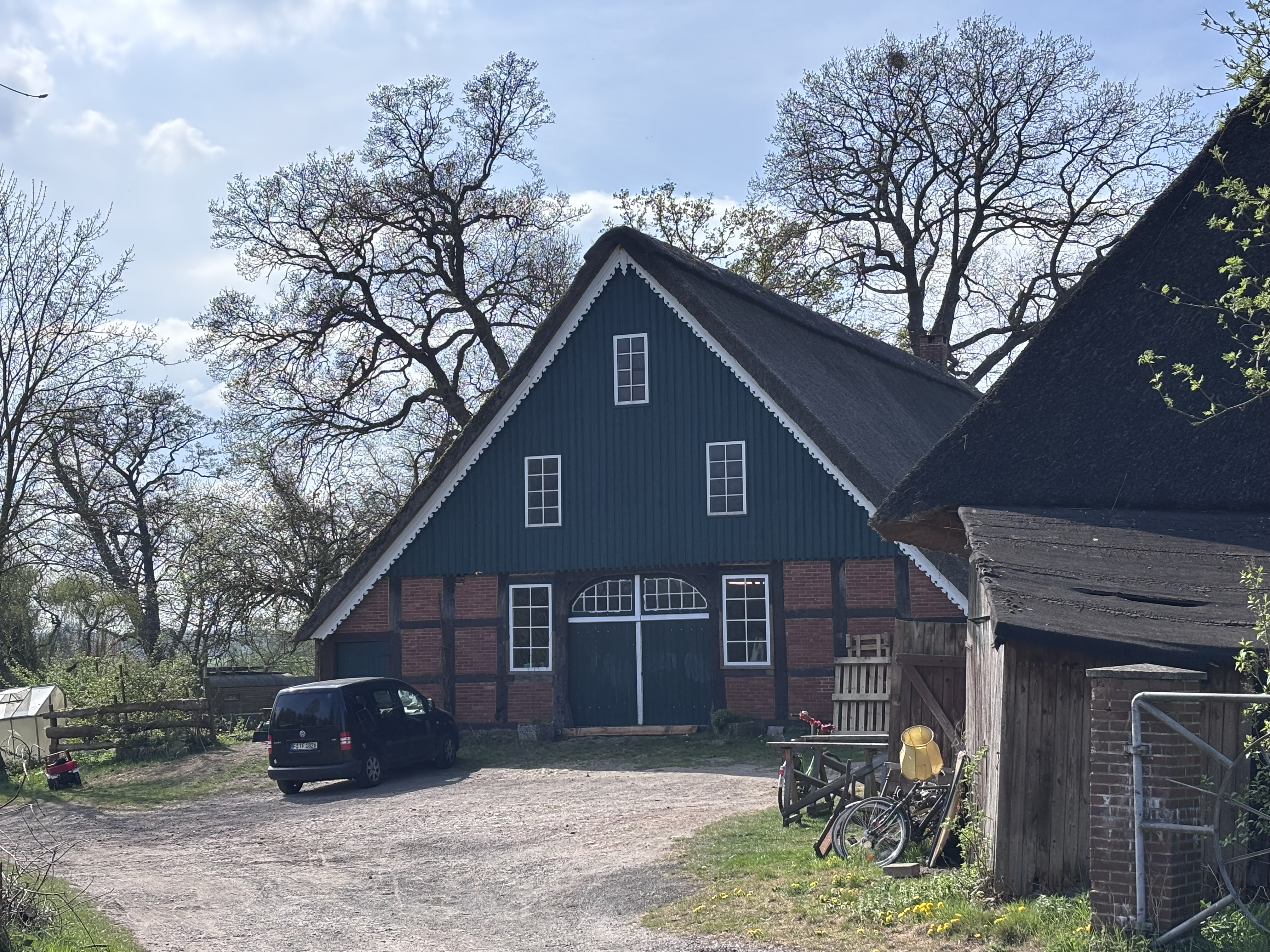
Hof Kropp (2025)

Der Hof Kropp befindet sich in Bremen, Ortsteil Blockland, Wummensiede 8. Er entstand im 17. Jahrhundert. 
Die Hofanlage steht seit 2012 unter Bremer Denkmalschutz.

## Geschichte
1257 wurde eine Siedlung Wemme genannt  und 1374 als Wumzide belegt. 1705 wurden sieben Bauernhöfe des alten Dorfes Wummensiede am Südufer der Wümme erwähnt, darunter auch dieser Hof. Er gehört mit seiner Lage zur historischen Kulturlandschaft des Blocklandes. Um 1610 findet der Hof erste Erwähnung durch eine Balkeninschrift an der Scheune. 1682 wurde die Familie Kropp als Eigner des Hofes genannt. 1871 besaß die Familie 233 Morgen Land (Bremer Morgen = 2572 m²). Die Ablösung des Meierrechts erfolgte 1874. Die Familie ist bis heute (2018) Eigentümer des Hofs, der 1927 um die 64 Hektar groß war. 
Das reetgedeckte Hauptgebäude ist ein  niederdeutsches Hallenhaus mit Diele, Flett (offene Wohnküche) und Kammerfach. Die Gefache sind inzwischen ausgemauert. Das Giebeldreieck wurde verbrettert.
Die reetgedeckte Scheune mit Querdurchfahrt gehört als Ankerbalkenscheune zu den ältesten in Bremen (siehe auch Scheune Im Dorfe 6 in Vegesack).
   
Ankerbalkenscheunen wurden seit dem Mittelalter in Ständerbauweise errichtet, wobei die auf einem gemauerten Sockel errichteten Ständer durch waagrechte Balken, die so genannten Ankerbalken, miteinander und mit der Außenwand verbunden (verankert) waren. Die Ankerbalken dienten zudem als Auflage für die Deckenkonstruktion des Dachbodens mit einer nur geringen Lastaufnahme. Diese Konstruktion war bei einfachen Gebäuden noch bis zum Ende des 19. Jahrhunderts gebräuchlich.

Die Scheune wurde teilweise zu einem Kälberstall mit massiven Außenmauern umgebaut. 
Zum Hof gehört das alte Back- und Milchhaus mit Ankerbalkenkonstruktion und Pfannendach.
Beim Bremer Denkmalpflegepreis 2016 erhielt Renate Kropp-Hildebrand eine besondere Anerkennung in der Kategorie Bauherren. 2018 wurde sie „für ihr langjähriges und selbstloses Engagement bei der Erhaltung des Hofes Hildebrandt“ mit dem Bundespreis für Handwerk in der Denkmalpflege (Sonderpreis, Wolfgang und Ursula Engelbarts-Förderpreis für besonders hervorragende Restaurierungsleistungen an denkmalgeschützten Objekten) ausgezeichnet.